# Cortodera humeralis
Cortodera humeralis — жук из семейства усачей и подсемейства Усачики.

## Описание
Жук длиной от 7 до 12 мм. Время лёта взрослого жука с мая по июнь.

## Распространение
Распространён в Турции, Центральной и Южной Европе.

## Экология и местообитания
Жизненный цикл вида длится один год. Личинки живут под покрытием почвы, под сваленными деревьями и питаются фрагментами древесины (веточками), маленькими мёртвыми корнями и т. п..